# Бабица (приток Вонданки)
Бабица — река в России, протекает в Даровском районе Кировской области. Устье реки находится в 9,1 км по левому берегу реки Вонданка. Длина реки составляет 25 км.
Исток реки на Северных Увалах у нежилой деревни Липовская в 8 км к северо-западу от села Вонданка (центр Вонданского сельского поселения). Река течёт на юго-восток и восток, протекает несколько нежилых деревень. Впадает в Вонданку ниже села Вонданка. Ширина реки у устья — 12 метров.

## Притоки (км от устья)
- 13 км Полдневая (пр)
- 15 км Ольховка (пр)

## Данные водного реестра
По данным государственного водного реестра России относится к Камскому бассейновому округу, водохозяйственный участок реки — Вятка от города Киров до города Котельнич, речной подбассейн реки — Вятка. Речной бассейн реки — Кама.
По данным геоинформационной системы водохозяйственного районирования территории РФ, подготовленной Федеральным агентством водных ресурсов:
- Код водного объекта в государственном водном реестре — 10010300312111100035607
- Код по гидрологической изученности (ГИ) — 111103560
- Код бассейна — 10.01.03.003
- Номер тома по ГИ — 11
- Выпуск по ГИ — 1